# Società Medica Chirurgica di Bologna

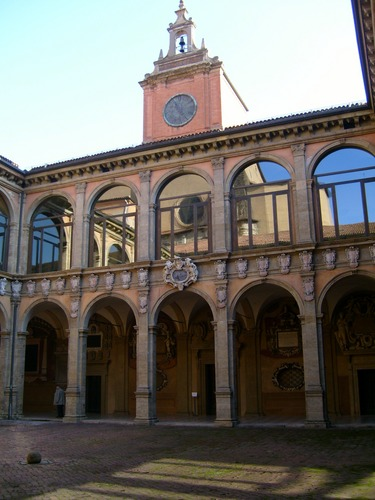
La facciata dell'Archiginnasio, sede della Società

La Società Medica Chirurgica di Bologna nacque nel 1802 nell'omonima città per favorire lo studio e l'approfondimento di discipline di ambito medico-sanitario e per ampliare le conoscenze della medicina, della chirurgia e di altre scienze affini, con scopo principale quello di favorirne il progresso. Risulta ad oggi ancora pienamente attiva, ponendosi come punto di riferimento, grazie alla sua lunga attività, per molti esperti del settore medico e scientifico.

## Storia

### L’Ottocento: nascita e ricostruzione della società
In seguito ai mutamenti politici e sociali degli ultimi anni del 1700, con l'avvento di numerose riforme in campo medico da parte del nuovo regime francese in territorio italico, furono debellate alcune importanti patologie, quali la peste, favorendone però altre, come la tubercolosi e la febbre gialla, anche a causa della scomparsa di numerose strutture sanitarie antecedenti alla Rivoluzione Francese che verranno ripristinate solo in seguito. Le stesse Società mediche infatti, non essendo ben viste dal Governo Francese, vennero abolite o affiancate all'Istituto Nazionale di Sanità (come in seguito accadrà per la Società bolognese).
All'inizio del 1800, precisamente nel 1802, nasce la Società Medica Chirurgica di Bologna (con presidente Francesco Orioli) per volontà di due medici bolognesi: Gaetano Gandolfi (medico) e Matteo Venturoli (1775-1860), soprattutto per far fronte alle emergenze sanitarie del tempo e vedeva come ideali principali la Scienza, la Patria e l'Umanità. Gli obiettivi della neo-società erano così chiari che Michele Medici volle definirla fin da subito "quasi adulta". Nel 1805 venne riconosciuta finalmente dal Governo Napoleonico e accorpata, tramite un decreto del 1810, all'Istituto Nazionale di Scienze, Lettere ed Arti di Milano, costituendo a Bologna l'Ateneo che riuniva in sé le altre Accademie e Società del tempo.
Questo fece sì che l'attività della stessa Società  venisse interrotta per un periodo, essendo stata assorbita dal ben più noto (a quel tempo) Istituto Nazionale ed essendo temporaneamente soppiantata (seppur con poco successo) dalle scuole mediche francesi (come quella di Broussais). Anche le prime pubblicazioni di volumi scientifici da parte della Società subirono una brusca interruzione (fino alla rifondazione negli anni '20). Nel 1815 però, con l'avvento di Giacomo Tommasini nell'Università bolognese alla cattedra di clinica medica, l'intera città crebbe di successo e dunque di autonomia scientifica grazie alla dottrina del controstimolo perseguita dallo stesso, appassionato studioso.
Dalla successiva amicizia tra Tommasini e Orioli, nascerà quella che viene definita la "Nuova Dottrina Medica Italiana".

#### La rifondazione
Nel 1823 Luigi Sighinolfi credette all’opinione che l’idea di rifondare la Società Medica provenisse da professori universitari che sostenevano gli studenti nella conquista della scienza, intenta nella redenzione della patria e dell’umanità, oppresse dal lavoro morale e politico. Alcune ricerche però non avvaloravano questa tesi particolare, in quanto vi fu la possibilità che gli esponenti della Società Medica volessero riunirsi in questa struttura per permettere una maggiore comunicazione scientifica fra le parti e lo scambio di notizie e informazioni tra membri e rappresentanti, considerando che in essa vi erano condizioni igienico-sanitarie critiche e compromettenti.
Erano infatti numerosi i casi di tifo petecchiale, una patologia trasmessa all’uomo dalla puntura di pidocchi e pulci nella quale a differenza di altre patologie trasmesse da questi animali in cui l'uomo è un ospite occasionale, in questo caso ne è la principale vittima. Vennero istituite delle riunioni per decisione del presidente Francesco Orioli, e il 10 luglio 1823 iniziò la ricostruzione della società Medica Chirurgica. L’idea fondamentale era quella di istituire uno scambio internazionale che permettesse continui aggiornamenti tra soci italiani e soci stranieri.
A tal proposito, i soci italiani contribuivano alla società medica attraverso quote sociali annue e i soci stranieri attraverso l’elargizione di libri, articoli e riviste mediche, che potessero beneficiare non solo ai soci della società, ma anche a studenti universitari che potevano usufruire del materiale donatogli. Gli studenti inoltre avevano la grande fortuna di essere successivamente ammessi nella Società e di poter partecipare alle riunioni, agli scambi ed ai confronti di idee. Fondamentali furono le figure di cinque professori della società, poi divenuti censori: Antonio Alessandrini, Francesco Mondini, Francesco Orioli, Luigi Rodati e Giacomo Tommasini. Col tempo altre figure si instaurarono nella società, come la figura del “moderatore” e del “vice moderatore”.
Per quanto la Società medica riscontrasse grande rispetto e prosperità, l’Autorità Pontificia era schiva e guardinga nei suoi confronti, di fatti vennero formulate delle accuse di cospirazione contro il segretario della Società Luigi Mazzetti, che il 12 ottobre 1827 venne arrestato insieme ad altri soci. Le accuse erano dovute alla difesa da parte della Società della Nuova Dottrina Medica Italiana di Giacomo Tommasini che guardava molto agli schemi filosofici del 1700 di Hoffmann e Cullen. Dopo qualche tempo le accuse furono considerate infondate, ma Tommasini abbandonò comunque la cattedra e fece ritorno a Parma.
Oltre ai medici, denominati dal 1824 "censori" grazie al loro contributo nella vita della Società stessa, si affiancheranno ben presto anche veterinari ed esperti di numerose branche della scienza, che contribuiranno ad accrescere la Società tramite la pubblicazione di libri (se stranieri) o tramite il versamento di una quota annuale (se italiani).
Alle pubblicazioni dei soci verranno affiancate, a partire dal 1829, le pubblicazioni di un proprio periodico, chiamato "Bullettino delle Scienze Mediche", che divideva il lavoro sociale in 14 rami e che divenne ben presto noto con il sottotitolo di "Organo della Società e Scuola Medica Chirurgica di Bologna", per la stretta correlazione che vi era tra la rivista e la facoltà di Medicina e Chirurgia dell'Università di Bologna (Tra i protagonisti del sodalizio vi era il prof. Giovanni Brugnoli (1814-1894), preside della facoltà medica, per breve tempo Rettore dell' Università (1889-1890) e presidente dell'Accademia delle Scienze), vari opuscoli (dal 1824) e circolari (1823-1865), che riportavano notizie di vita amministrativa del tempo.
Grazie a questo legame insieme alla cura che veniva dedicata per la pubblicazione del periodico la rivista è giunta fino ai giorni nostri senza mai subire interruzioni, nonostante alcuni periodi di grave disagio economico e politico (anche su scala nazionale). Tutti i periodici potevano essere letti e consultati ad un gabinetto di lettura situato nell'attuale via Acri (chiamata allora "via Veterinaria") a partire dal 1827. La Società, nonostante il crescente successo, non sarà esente da periodi di interruzione. Nel 1824 infatti, attraverso la Bolla pontificia di Leone XII, l'attività venne sospesa per un periodo.

#### Moti rivoluzionari del 1831
Dal 1831, per quattro anni, la Società subì un'altra interruzione da parte dello Stato Pontificio a causa dei moti risorgimentali romagnoli. Tuttavia venne permesso dall’Arcivescovo che una sola Commissione Amministrativa potesse rappresentare la Società ormai in difficoltà. Era necessario che la Società continuasse le sue rubriche, pubblicazioni, circolari, e Francesco Valori assunse la presidenza presso lo Stato Pontificio della Società. Le sue attività generarono prosperità in più fronti. Oltre alla campagna per le vaccinazioni la Società promosse anche dei consulti gratuiti, vennero aperti dei veri e propri ambulatori in cui era possibile offrire visite ai pazienti, e grazie alla Poliambulanza Felsinea fino al Novecento vennero offerti servizi a domicilio dei farmaci per i pazienti infermi.
Nel 1835 l'attività riprese e qualche anno dopo, nel 1841, essa cambiò sede, che divenne il Palazzo dell'Archiginnasio (dal 1564 prima sede unificata dell'Alma Mater Studiorum di Bologna). Un punto di svolta sarà il 1846 quando la Società parteciperà al suo primo congresso internazionale: il Congresso di Genova, dando vita ad una fiorente attività in campo non italiano. Con il D.R. dell' 11 Giugno 1891, essa divenne Ente Morale. La Società ancora oggi vanta numerose pubblicazioni ed il contributo di massimi esponenti del campo medico e di personaggi illustri, rendendola così molto attiva e vivace per quanto riguarda il campo della ricerca scientifica, i dibattiti interni (ricordiamo ad esempio il dibattito sull'igiene pubblica e sulla prevenzione delle malattie epidemiche e sociali, questioni legate alla modernizzazione della città a quel tempo) e gli incontri destinati a divulgare saperi scientifici.

### Il Novecento

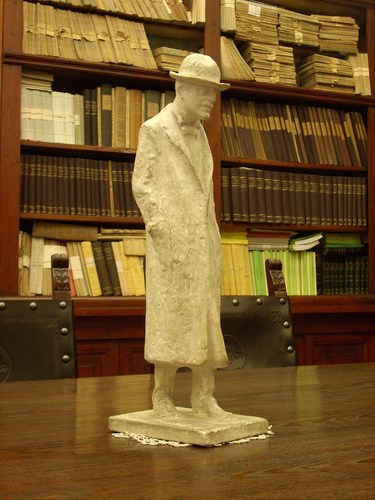
Piccola statua dedicata ad Augusto Murri

Nel 1912 Augusto Murri propose che la Società nominasse Giovanni Pascoli Socio onorario in memoria di quanto aveva fatto a favore dei medici. Nel 1920 in pieno clima di dopoguerra un socio, il professore Ernesto Bidone, socialista, fu accusato di aver organizzato la sommossa del 21 novembre, giorno di insediamento del nuovo Consiglio comunale, che provocò 10 morti e 58 feriti; l’illustre ginecologo fu arrestato e scagionato, in seguito, da ogni accusa, tuttavia l’Assemblea straordinaria convocata a discutere il caso ordinò la sua espulsione “per aver dimostrato una insensibilità morale incompatibile coll’alto, nobile ufficio di scienziato e di medico”, non essendosi dichiarato estraneo ai fatti. Solo vent’anni dopo l’Assemblea dei Soci decise di riammettere Bidone dichiarando che “la deliberazione colpì chi non poteva allora in nessun modo difendersi e perciò fu di per se stessa ingiusta”.
Nel 1924 con tre sedute la Società celebrò il primo centenario della rinascita dell’istituzione sotto il Governo pontificio: furono trattati diversi argomenti clinici, di anatomia, patologia sperimentale ed embriologia dai quali emerse un profondo interesse per il progresso scientifico tramite la discussione e l’analisi critica dei fatti.
Nel 1938, a causa dei provvedimenti razziali, dieci soci ordinari ebrei furono sospesi da tale qualifica, l’unico membro ad opporsi alla loro espulsione fu Vittorio Putti al quale Maurizio Pincherle scrisse una poesia per il coraggio dimostrato:
“Nell’aula della Scienza quella sera /emblemi impallidivano di sdegno / contemplando gli scanni che deserti / rese una folle ondata di barbarie./ Ma tu, Vittorio non volgesti il pollice./ Sotto l’antica pendola instancabile / che scandiva i minuti di un secolo/ Io pure fui, fratello fra i fratelli: ed ora chino il capo rassegnato/ ma so e ricordo che l’umana ascesa / è incontrollabile, eterna e chi si attenta / a calpestarla ha breve vita, breve gloria”.
Il 28 giugno 1945 l’Assemblea approvò la loro riammissione, ma due membri Aldo Cividali e Angelo Piazza, scomparvero nella Shoah; il primo tentò assieme ai famigliari di entrare clandestinamente in Svizzera, ma fu arrestato e detenuto prima nel carcere di Varese, poi a Bologna e infine a Fossoli dove partì per Auschwitz il 22 febbraio 1944 e fu ucciso insieme a tutta la famiglia. Angelo Piazza fu arrestato a Riolo Terme il 5 dicembre 1943, detenuto a Ravenna e a Milano, fu deportato ad Auschwitz e ucciso insieme alla moglie pochi mesi dopo. Il 29 gennaio 1944 un bombardamento distrusse il Teatro anatomico, colpì l’Archiginnasio, il Cubiculum aristarum sede della Biblioteca della Società e il Cubiculum juristarum, l’aula delle conferenze. Le riunioni si svolsero nelle aule del Policlinico Sant’Orsola e il periodico della Società il Bullettino delle Scienze Mediche non smise di illustrare gli sviluppi più recenti della medicina, come le innovazioni nel campo delle microchirurgie e l’introduzione di nuove tecniche diagnostiche.
Nel 1965 si concluse l’opera di ricostruzione dei locali e fu concesso alla Società un nuovo locale adiacente all’Aula delle Conferenze.
Negli ultimi decenni la Società Medica Chirurgica ha contribuito alla divulgazione del sapere scientifico, dando vita a discussioni interdisciplinari fra i suoi soci nonché cultori di tutte quelle discipline scientifiche che mirano a migliorare la salute dell’uomo.

## Opere e conquiste della Società
Si ricordano di seguito alcuni provvedimenti messi in campo dalla Società nel corso degli anni. In primo luogo la profilassi contro il vaiolo, che proliferava anche a causa della riforma "quod divina sapientia" del 1824, che vedeva l'abolizione del magistrato addetto alle vaccinazioni. Contro questo provvedimento, la Società ed in particolare Giacomo Argelati avvieranno delle vaccinazioni gratuite, che risulteranno fondamentali nella vita della popolazione tanto da diventare obbligatorie nel 1849. Numerosi saranno gli aiuti da parte della Società durante l'epidemia di colera scoppiata in città nel 1854-1855 e che porterà alla morte di ben 11.000 persone su 376.000 abitanti. Numerosi anche gli sforzi contro la diffusione della pellagra, per la quale vennero istituite locande sanitarie che ponevano una particolare attenzione sull'alimentazione dei malati.
Si ricordano poi la profilassi contro la malaria, le quali misure, come la bonifica, erano elencate nel Bullettino, e l'importanza della puntura delle zanzare anofele, portatrici della patologia. Contro questi insetti vennero adottate delle vere e proprie misure di protezione meccanica, così come la creazione di un acquedotto che contribuisse a migliorare le condizioni di vita della popolazione e la cui costruzione andò dal 1871 al 1881. Molti furono gli studi in campo sociale, come l'analisi delle malattie e degli infortuni sul lavoro e nelle scuole (vennero effettuati ad esempio degli studi sui danni provocati dall'acido carbonico presente negli edifici scolastici).
Altri meriti della Società furono: la profilassi contro l'anchilostomiasi, le misure contro la tubercolosi (nel 1913 infatti la Società aderì all'Associazione contro la tubercolosi), il regolamento dell'igiene e dei nuovi ospedali dal 1860, la nascita di ambulatori a consultazione gratuita, la presenza di guardie notturne nei pronto soccorsi, l'assistenza agli infermi affetti da patologie mentali ("Patronato dei pazzi"), l'adesione nel 1820 al Pio istituto di mutuo soccorso tra medici-chirurghi della città e provincia, che prevedeva aiuto reciproco tra medici in caso di bisogno, la nascita del Museo di Anatomia Patologica nel 1826 diretto da Rodati, l'uso sperimentalistico di alcune sostanze quali la morfina e l'oppio sugli animali, l'istituzione della pratica pre-operatoria della narcosi eterea per via rettale, la crescita dell'importanza e del prestigio della chirurgia, che diverrà una scienza di pari importanza alla medicina (si ricorda nel 1815 la prima ovariotomia in Italia condotta da Emiliani), la nascita dell'Istituto Ortopedico di Bologna, l'accrescimento del numero delle cliniche pediatriche, il miglioramento della clinica dermosifilopatica ed il miglioramento della semeiotica, l'istituzione dell'Istituto antirabico, la presenza di soci volontari durante la Prima guerra mondiale per soccorrere i malati, i miglioramenti in ambito oftalmico e della crenoterapia.
La Società non si limitò solamente ad assistere gli infermi negli ambulatori e alle consegne a domicilio di farmaci, ma studiò approfonditamente alcune patologie tra cui la sifilide, malattia sessualmente trasmissibile causata dal batterio Treponema pallidum, e ne studiava sintomi e diffusione. Nel 1840 Francesco Magnani Guidotti, un marchese, propose al Consiglio di offrire alla società il piano terra del Palazzo dell’Archiginnasio per poter studiare e fare riunioni scientifiche. Questa offerta venne accolta con gran favore e venne messa in atto l’iniziativa. Nel 1860 venne accolta la proposta dalla Società di far gestire da un Ente l’amministrazione degli ospedali, e nel 1864 venne avviato il progetto di offrire bagni marini per i ragazzi malati di adenite tubercolare somministrando sole e talassoterapia, vista l’efficacia che donava il clima marino. Vennero istituiti inoltre impianti di depurazione per le acque che smaltivano quest’ultime provenienti dallo zuccherificio in zona Corticella.

## Statuto
La Società vanta di un proprio Statuto interno diviso in tre parti. I primi dodici articoli sono destinati a delineare il fine e la Costituzione propria della Società. In particolare, il primo Articolo conferma lo scopo puramente informativo e divulgativo di elementi scientifici, manifestando implicitamente la non volontà di agire come attività a scopo lucrativo. Il secondo Articolo descrive i luoghi in cui è divisa la società e le attività che essa svolge per perseguire il proprio fine. Il terzo Articolo delinea la struttura interna della Società e la gerarchia dei soci, che vanno dagli ordinari agli onorari.
I soci onorari sono esenti dal pagare la quota annuale. Il quarto e il quinto Articolo descrivono il ruolo ed i requisiti per diventare soci ordinari e soci aggregati. Per entrambe le categorie bisogna essere laureati in medicina e chirurgia, medicina veterinaria o scienze biologiche. I soci aggregati possono in alcuni casi diventare soci ordinari, a patto che ovviamente rispettino i requisiti previsti per chi vuole diventare socio ordinario. L'Articolo 6 e l'Articolo 7 elencano i requisiti per diventare soci corrispondenti italiani ed esteri. Per entrambi i ruoli bisogna essere personaggi noti per i propri lavori pubblicati o per il loro particolare contributo al mondo della scienza.
L'Articolo 8 accenna alle modalità  di nomina dei soci, mentre l'Articolo 9 e 10 descrivono la nomina e la struttura del Consiglio Direttivo. L'Articolo 11 afferma come una parte del Consiglio Direttivo costituisca anche la Commissione Amministrativa, mentre l'Articolo 12 delinea il ruolo e la nomina dei cinque Revisori dei Conti.
Dall'Articolo 13 all' Articolo 33 vi è la sezione denominata "Attribuzioni", che esamina i ruoli e le nomine di ogni componente della società, a partire dal presidente fino ai soci ordinari. Dall'Articolo 29 al 33 in particolare viene esplicata la modalità  di svolgimento delle adunanze e delle sedute.
Gli Articoli 34 e 35 infine contengono le disposizioni generali, ponendo l'accento sulle modalità di deposito dei fondi provenienti dai soci.

## Soci benemeriti, legati e premi
Gaetano Sgarzi (1765-1866), grazie alla sua donazione di 670 scudi venne istituito il premio per la miglior memoria in Chimica Biologica o in Materia Medica.
Vincenzo Gaiani (1780-1847), parte della sua eredità fu destinata al premio per la "miglior monografia scritta su un quesito di argomento medico, chirurgico o chimico", proposto dalla Società. Grazie a questo lascito la Società poté stampare tra il 1870 e il 1877 i più grandi studi di Alfonso Corradi su: "La chirurgia in Italia dagli ultimi anni del secolo fino al presente" (voll.3) e "Dell’ Ostetricia in Italia dal secolo scorso al presente" (vol.3). Inoltre poté curare l’edizione di "Annali dell’Epidemie in Italia", dello stesso Corradi, opera tutt’oggi insuperata per lo studio delle pestilenze dall’epoca romana all metà del XIX secolo in Italia.
Vincenzo Michelini (1799-1859), destinò un patrimonio di L. 15.375 da dividere equamente e destinare metà alla Società e metà al Pio Istituto di Soccorso per medici e chirurghi della provincia.
Gioacchino Malaguti (?-1881), offrì un legato annuo di L. 100 alla "miglior memoria di argomento fisico-chimico", in onore del fratello Faustino.
Giovanni Brugnoli (1814-1894), ai vertici della società prima come segretario, poi come vicepresidente e infine presidente nel 1890, destinò una rendita annua di L. 1000.
Cesare Taruffi (1821-1902), nominò suo erede universale la Società che nel 1906, considerata la lauta donazione, volle ricordare con una lapide in Sala Tommasini lo studioso in quanto primo cattedratico di anatomia patologica.

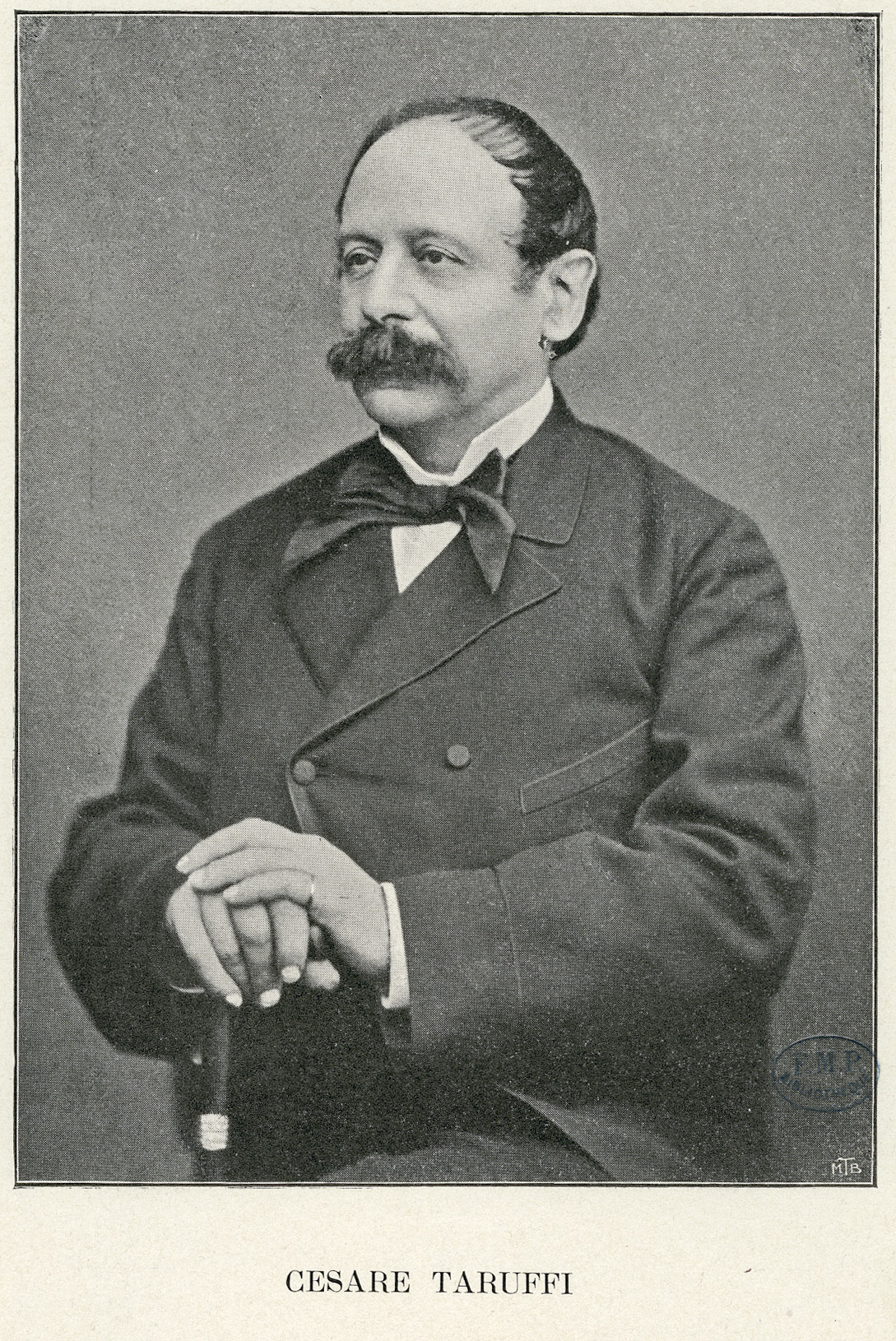
Cesare Taruffi, professore di anatomia patologica

Giovanni Berti (1854-1920), le sue sorelle nel 1921 offrirono alla Società L. 5.500 per istituire un premio a nome del fratello: illustre pediatra, direttore della Clinica Universitarie e presidente della Società dal 1915 al 1919.
Francesco Fabris nel 1937 destinò L. 600 per istituire un premio riguardo alle scienze ortopediche, in onore della moglie Emma Ughi, deceduta per un incidente automobilistico.
Vittorio Putti (1880-1940), le sue sorelle offrirono L. 56.500 (poi divenuti L. 75.000 grazie ad ulteriori contributi), perché venisse istituita una Fondazione in onore del fratello grande ortopedico. Lo scopo era quello di permettere ad un laureto italiano di andare all’estero per perfezionarsi, ma a seguito degli eventi bellici e la grave crisi economica la somma risultò insufficiente.
Francesco Schiassi (1886-1941) destinò L. 20.000, affinché venne intuito un premio per neo-laureati in medicina. La somma iniziale non sarebbe stata sufficiente, ma grazie ad ulteriori donazioni e con la più cospicua di L.20.694.393 alla morte di Cesarina Schiassi, la Società poté erogare con regolarità il Premio Schiassi.
Nel 2004 il Consiglio Direttivo, essendo i capitali rimanenti insufficienti per ulteriori premi (ad eccezione del Premio Schiassi) ha deciso di alienare i premi per destinarli ad importanti lavori di ristrutturazione della nuova sala di consultazione della Biblioteca.

## Biblioteca
Nel corso dei suoi duecento anni di vita la Società Medica Chirurgica ha raccolto numerosi volumi e periodici grazie a numerosi acquisti e donazioni nel corso degli anni. Per lungo tempo questo patrimonio venne diviso fra la Biblioteca della Società ed il Gabinetto di Lettura (istituzione a gestione autonoma che la Società curò per il periodo fra il 1829 ed il 1883). La Società come da accordo avrebbe fornito al Gabinetto uno o più giornali per un importo di circa 4 scudi romani all’anno. In questo modo le collezioni del Gabinetto si arricchirono in poco tempo. Fino agli inizi degli anni sessanta ebbe vita fiorente, successivamente nel 1883 verrà definitivamente chiuso, rappresentando un notevole aggravio per la Società. Tutto il suo patrimonio fu trasferito nella Biblioteca. Dal 1862, a causa degli spazi ridotti, la Biblioteca della Società iniziò a depositare libri ed opuscoli alla Biblioteca Comunale dell’Archiginnasio.
Nel 1874 venne stipulato dall'allora Presidente Francesco Rizzoli un accordo con il Municipio di Bologna. Secondo l’accordo la Biblioteca Comunale avrebbe accolto ciò che la Società vi avrebbe depositato provvedendo anche ad un impiegato per la catalogazione e consultazione che i Soci avrebbero richiesto. L’unica eccezione nell’accordo era costituita dalle riviste, che rappresentavano un preziosissimo patrimonio per la Società. In seguito a numerosi problemi riguardo alla gestione dei dipendenti della Biblioteca Comunale e dello spazio rimanente all’interno della Biblioteca della Società, che era sempre più ridotto, si arrivò ad un nuovo accordo.
A partire dal 1909 venne trasferito tutto il patrimonio della Società all’interno della Biblioteca Comunale, trattenendo solo ciò che arrivava durante l’anno all’interno della Società. Inoltre, il Comune avrebbe provveduto ad un impiegato per la Sezione Medica della Biblioteca Comunale a disposizione dei lettori, dalle 10 alle 12 e dalle 13 alle 16. In cambio la Società avrebbe versato L. 600 ogni anno. Purtroppo la convenzione venne attuata solo in parte a causa dello scoppio della Prima guerra mondiale e delle precarie condizioni economiche della Società.
All’inizio del novecento il professor Piccinini propose al presidente del tempo il professor Putti di riadattare le sale della sede centrale per riprendere il materiale e sospendere il deposito alla Biblioteca Comunale. Nel 1946, la vedova del professor Silvagni destinò l’intera biblioteca del marito alla Società, che si arricchì notevolmente. Di sicuro la Biblioteca con la sua ricchezza culturale ha contribuito a far sì che la Società andasse sotto il patrocinio del Ministero dei Beni e Attività Culturali. In essa sono contenuti anche i numeri del Bullettino. La biblioteca è aperta a tutti e contiene un patrimonio di 50.000 unità, tra cui circa 1200 periodici dei quali alcuni solo la Società ne possiede copia, 1100 periodici spenti, un centinaio di periodici correnti, nonché una vasta collezione di oltre 20.000 opuscoli riguardanti diversi ambiti scientifici, tra cui 10.000 del XX secolo e oltre 3000 del XIX e 10.000 volumi.
Importanti manoscritti arricchiscono le collezioni librarie, il più celebre è una copia della fine del XIV secolo circa dell’ "Anatomia" di Mondino de’ Liuzzi.

## Cimeli
Thesaurus Malphighianus: Una cassetta probabilmente donata da Michele Medici e ritrovata nel 1920 con una lastra sulla quale vi è inciso “Il Thesaurus Malphighianus”. Contiene: una medaglia raffigurante Marcello Malphighi e sul retro una donna, che rappresenta la filosofia, mentre tiene in mano un microscopio, vari ferri anatomici o chirurgici, coltelli di varie dimensioni con manici di osso color avorio, un pugnale e un paio di forbici, probabilmente realizzati da un fabbricante del 1700.
Il medagliere: La società possiede un antico medagliere costituito da oltre cento pezzi, frutto di varie donazioni. Vi sono contenute medaglie commemorative di personaggi politici, letterati, medici italiani e stranieri, pontefici. Tra le medaglie vi sono anche quelle coniate dalla stessa Società in occasione di particolari ricorrenze.

## Personaggi celebri

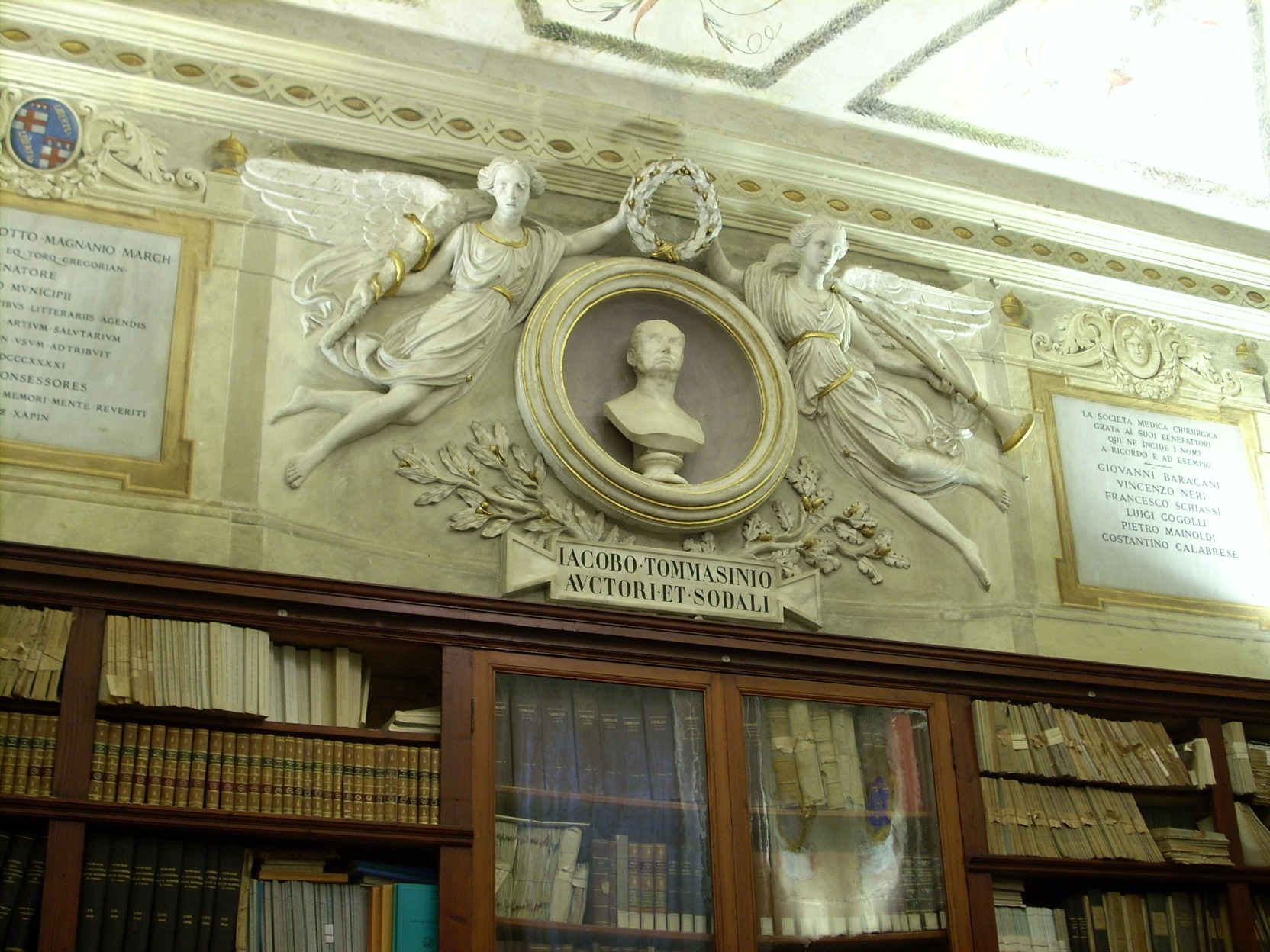
Monumento dedicato a Giacomo Tommasini

Tra i personaggi più noti che hanno fatto parte di questa Società ritroviamo Giacomo Tommasini, Antonio Alessandrini, Francesco Mondini, Luigi Rodati, Augusto Murri, Francesco Rizzoli e Francesco Orioli, promotore insieme a Vincenzo Cavallini della rinascita della Società nel 1823. In particolare, il parmense Giacomo Tommasini (1768-1846), che ha ottenuto la cattedra di Clinica Medica nel 1815, ed Orioli furono tra i più fervidi sostenitori della Nuova Dottrina Medica Italiana (N.D.M.I.), che contesta i metodi empirici adottati finora e propone un approccio più sperimentale.
Le lezioni di Tommasini erano molto apprezzate, così come i numerosi scritti sulle infiammazioni ("flogosi") da lui pubblicati.
Tommasini viene ricordato anche per il suo spiccato interesse politico. Secondo alcune fonti egli fu in contatto con una società massonica e poi carbonara formatasi tra gli studenti, e parteciperà ai moti del 20-21 con una rivolta in Romagna.
Francesco Orioli (1785-1856) fu uno scienziato dedito soprattutto alla fisica, alla medicina e all'archeologia. Anch'egli prenderà parte ad alcuni moti rivoluzionari, quali quelli del 1831 come sostenitore di idee liberali. Fu un sostenitore del Mesmerismo.
Nel 1839 la Società bolognese ebbe come socio corrispondente anche Luigi Carlo Farini (1812-1866), futuro dittatore delle provincie dell'Emilia, allora semplice medico condotto a Russi.
Giovanni Brugnoli fu un acceso sostenitore delle campagne di vaccinazione contro le malattie endemiche e promotore dei bagni marini per i bambini scrofolosi. Inoltre nel 1855 e nel 1886 fu presidente della Deputazione Comunale di Sanità, preposta alle misure di igiene pubblica contro il colera.